# Улица Ефимова (Тверь)
Улица Ефи́мова (до 1919 года — Семина́рский переулок, с 1919 по 1966 год — Шко́льный переулок) — улица в Центральном районе города Твери. Находится в историческом районе Затьмачье.

## Расположение
Улица Ефимова является продолжением набережной реки Тьмаки, начинается от Революционной улицы и продолжается в северо-западном направлении. Пересекает улицу Брагина, Достоевского, Троицкую, Бебеля, Софьи Перовской, после чего упирается в Циммервальдскую улицу.
Общая протяжённость улицы Ефимова составляет 950 метров.

## История
Улица Ефимова появилась в 1770-х годах в ходе регулярной застройки района Затьмачье. Отходила от набережной реки Тьмаки.
Первое название улицы неизвестно. С начала XIX века стала называться Семинарскими переулком по Духовной семинарии, с того времени занимавшей последний квартал по нечётной стороне. Остальная часть переулка была застроена малоэтажными домами, главным образом деревянными. В 1875—1881 годах был построен новый главный корпус семинарии, а в конце XIX века — хозяйственная постройка.
В 1919 году советские власти переименовали Семинарский переулок в Школьный, потому что в здании закрытой семинарии разместилась школа. В 1920-х годах были построены жилые дома № 23 и 23а, в 1930-х годах — № 22, 24.
21 июля 1966 года Школьный переулок был переименован в честь Вячеслава Ефимова.
К 1982 году был построен универмаг, потом автостоянка напротив. В 2004 году выгорел дом № 19, имевший статус памятника архитектуры. Он продолжает разрушаться.

## Здания и сооружения
Здания и сооружения улицы, являющиеся объектами культурного наследия:
- Дом 19 — Дом Чаплина.
- Дом 31 — городская усадьба.